# Kostel Nanebevzetí Panny Marie (Postoloprty)
Kostel Nanebevzetí Panny Marie v Postoloprtech v okrese Louny je jednolodní barokní kostel z roku 1753. Je chráněn jako kulturní památka České republiky.

## Historie
Kostel nechali postavit kníže Josef I. Adam ze Schwarzenbergu a jeho manželka Marie Terezie z Lichtenštejna, aby tak splnili slib, který dali Bohu, narodí-li se jim syn. Ten se skutečně narodil v červenci 1742, šlo o Jana Nepomuka I. ze Schwarzenbergu, později známého mj. jako iniciátora Schwarzenberského plavebního kanálu. Základní kámen ke kostelu byl, za přítomnosti obou Janových rodičů, položen 13. října 1746.
Dosavadní děkanský kostel Nejsvětější Trojice na předměstí v prostoru stávajícího Marxova náměstí, který kapacitně nevyhovoval a byl ve špatném stavu, byl zbořen. Novému kostelu musel ustoupit středověký kostel sv. Františka Serafínského, který stál částečně na místě stávajícího a jehož podoba je zachycena na Meinolffově intarzii z roku 1727. Průčelí nového kostela bylo posunuto směrem do náměstí. Kostel byl dostavěn v roce 1753. Benedikován byl krátce poté, avšak konsekrován byl až 17. října 1943 biskupem Antonínem Aloisem Weberem. Po dostavbě na něj byl z dosavadního svatostánku přenesen statut děkanského kostela.
Projektantem kostela byl vídeňský architekt italského původu Andreas Altomonte, který se inspiroval o dvacet let starším kostelem v dolnorakouském městě Groß-Siegharts. Takřka totožná jsou obě průčelí s věží a stejný je i netradiční půdorys podélné centrály, jejíž střední část oktagonálně vystupuje.

## Exteriér a interiér kostela

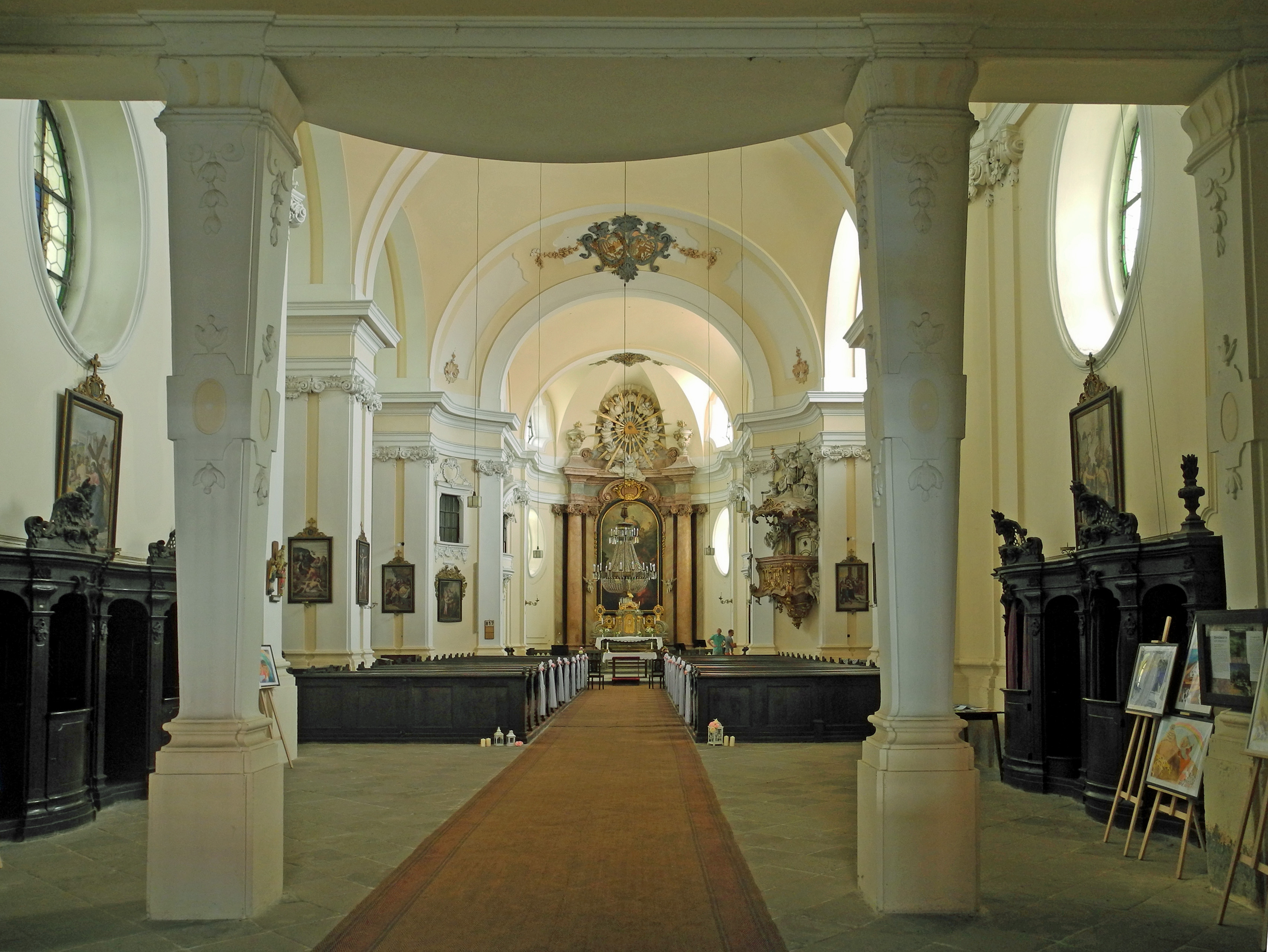
Pohled do lodi kostela

Kostel je jednolodní s jednou věží, na které jsou hodiny. Je situován netradičně oltářem k jihu, aby věž se vstupní bránou směřovaly kolmo do náměstí. V průčelí kostela jsou kamenné sochy sv. Petra a Pavla. Jeho vnitřek je zdoben štukovými ozdobami – volutami a římsami, které prováděli vídeňští mistři. Kostel má pět oltářů: jeden hlavní a čtyři boční. Obraz na hlavním oltáři znázorňuje Nanebevzetí Panny Marie a je dílem vídeňského malíře Michelangela Unterbergera (1695–1758), který za své dílo obdržel 600 zlatých rýnských. Z dalších autorů je známý pouze Vídeňan Johann Brändler, který na jednom z postranních oltářů namaloval obraz svatého Josefa. Na dalším obraze jsou zvěčněni i manželé Josef a Terezie Schwarzenberkovi a jejich synáček Jan, na evangelijní straně lodi je obraz Postoloprt z doby stavby kostela.
Kostel má výstavnou kazatelnu, vyřezávané zpovědnice a původní lavice pro tři sta věřících. V roce 1933 byl kostel vybaven novými vitrážemi s výjevy Ježíše Krista a Panny Marie s Ježíškem. Jednu z nich financovala Okresní zemědělská záložna v Postoloprtech, na druhou se složili farníci. V klenbě je alianční schwarzenberský erb. Na kůru jsou umístěny varhany. Původní z roku 1752 pocházely z dílny Christopha Panzera z Vídně, nynější pneumatické a třímanuálové dodala firma Ladislava Hausnera z Teplic v roce 1932.